# Albertino
Albertino, właśc. Gilberto Trindade (ur. 9 października 1931 w Aracaju) – brazylijski piłkarz, występujący na pozycji bramkarza.

## Kariera klubowa
Albertino występował w Vitórii Salvador i São Paulo FC.

## Kariera reprezentacyjna
W reprezentacji Brazylii Albertino zadebiutował 18 września 1957 w zremisowanym 1-1 meczu z reprezentacją Chile, którego stawką było Copa Bernardo O’Higgins 1957. Był to jego jedyny występ w reprezentacji.